# 国府台大学校
国府台大学校（こうのだいだいがっこう）は、明治時代初期に明治政府が構想した日本の高等教育機関であり、「真の大学校」として建設が計画されたものの、実現には至らなかった幻の大学構想である。

## 幻の国府台大学校 建設計画

### 概要
明治初期、時の政府は東京大学とは異なる理念に基づく高等教育機関として、千葉県市川市国府台の地に大学校の建設を計画していた。1875年（明治8年）6月の『公文録』に初出が見られるこの構想は文部省が主導し、東京大学とは一線を画した「真の大学校」の創設を意図していたとされる、さらには1877年（明治10年）の西南戦争による財政難、および計画主導者であった田中不二麿の失脚などが重なり、計画は中止されることとなった。
本計画の中心人物は当時の文部少輔・田中不二麿であり、日本語（邦語）による総合的かつ人格的教育の実現を志していた。これは、東京大学が当初専門学校的性格を有していたことに対する、より包括的な教育機関の設立意志の表れであったと解される。

### 歴史的背景と理念的特性
この計画は、1872年に公布された「学制」に基づき、全国を8つの大学区に分け、それぞれに大学校を設置するという制度構想の一環として構想されたものである。国府台は「第一大学区」（関東・山梨・静岡地域）に該当し、その中心的な高等教育機関となるべく、24町歩（約7万坪）の土地が買収された。
背景には、岩倉使節団による欧米視察で得られた知見や、アメリカ流の自由主義教育の影響があるとされ、人格教育と学術教育を統合した一貫教育を志向していた。教育の理念は専門知識や技術修得に特化した東京大学とは異なり、より人間形成に重点を置いた内容であった。

### 計画中止の経緯
しかしながら、この計画は実現に至らず、最終的には土地の取得にとどまった。表向きの中止理由としては、国府台が高台であるがゆえに井戸を掘ることが難しく、飲料水の確保に困難が伴ったことや、当時の交通事情（渡船による通勤の不便さ）が挙げられる。加えて、1877年の西南戦争による国家財政の逼迫、教育令の失敗による田中不二麿の文部省内での失脚、文部省の政策転換などが重なり、計画は頓挫した。これにより、国府台大学校構想は事実上放棄され、東京大学への機能集約が進められることとなった。
東京大学百年史においても、東京大学は当初「専門学校の暫定的複合体」として設置された過渡的な存在であり、真の大学校の建設は別に構想されていたとの見解が示されている。この点において、国府台大学校計画は日本における近代高等教育制度のもう一つの可能性を示す重要な歴史的事例といえる。

### その後の土地の転用
大学校建設計画の中止後、国府台の用地は文部省から陸軍省へと移管され、以後、陸軍教導団をはじめとする軍事施設が設置されることとなった。この地が教育の中心地としてではなく、軍事施設の拠点として機能したという事実は、明治政府における国家優先事項の変遷を象徴している。